# Аріель Ібагаса
Аріель Ібагаса (ісп. Ariel Ibagaza, нар. 27 жовтня 1976, Буенос-Айрес) — аргентинський футболіст, півзахисник грецького «Паніоніса».
Насамперед відомий виступами за «Мальорку» та «Атлетіко».

## Клубна кар'єра
У дорослому футболі дебютував 1994 року виступами за «Ланус», в якій провів чотири сезони, взявши участь у 97 матчах чемпіонату. Більшість часу, проведеного у складі «Лануса», був основним гравцем команди.
Своєю грою за цю команду привернув увагу представників тренерського штабу клубу «Мальорка», до складу якого приєднався 1998 року. Відіграв за клуб з Балеарських островів наступні п'ять сезонів своєї ігрової кар'єри. Граючи у складі «Мальорки» також здебільшого виходив на поле в основному складі команди. За цей час виборов титул володаря Кубка Іспанії.
2003 року уклав контракт з клубом «Атлетіко», у складі якого провів наступні три роки своєї кар'єри гравця. Тренерським штабом нового клубу також розглядався як гравець «основи».
Згодом з 2006 по 2010 рік грав у складі «Мальорки» та «Вільярреала».
До складу клубу «Олімпіакос» приєднався влітку 2010 року. Протягом наступним чотирьох сезонів незмінно вигравав із клубом з Пірея національну першість Греції.
Влітку 2014 року 37-річний гравець перейшов до іншої грецької команди, «Паніоніса».

## Виступи за збірну
2000 року дебютував в офіційних матчах у складі національної збірної Аргентини. Вдруге і востаннє Аріель був викликаний до збірної 2005 року.

## Титули і досягнення
- Володар Кубка Іспанії (1):

«Мальорка»: 2002-03
- Володар Суперкубка Іспанії (1):

«Мальорка»: 1998
- Чемпіон Греції (4):

«Олімпіакос»: 2010-11, 2011-12, 2012-13, 2013-14
- Володар Кубка Греції (2):

«Олімпіакос»:  2011–12, 2012–13
- Володар Кубка КОНМЕБОЛ (1):

«Ланус»»: 1996
- Чемпіонат світу (U-20) (1):

Аргентина (U-20): 1995